# Santa Claus Saves the Earth
 (décembre 2018).
Si vous disposez d'ouvrages ou d'articles de référence ou si vous connaissez des sites web de qualité traitant du thème abordé ici, merci de compléter l'article en donnant les références utiles à sa vérifiabilité et en les liant à la section « Notes et références ».
Santa Claus Saves the Earth (littéralement Le père Noël sauve la Terre en français) est un jeu vidéo d'action et plate-formes sorti en 2002 sur PlayStation et Game Boy Advance. Le jeu a été développé par Ivolgamus (actuellement connu comme Nordcurrent) et édité par Telegames,.  

## Système de jeu
Dans le jeu, le joueur contrôle le père Noël à travers 15 niveaux pour arrêter la sorcière maléfique Nilam et pour sauver le Noël.